# Virgilio Giotti
Virgilio Giotti, né Virgilio Schönbeck à Trieste le 15 janvier 1885 et mort à Trieste le 21 septembre 1957, est un poète italien. Il a notamment écrit une partie de son œuvre en dialecte triestin.

## Œuvre
- 1914 : Piccolo canzoniere in dialetto triestino, éd, Gonnelli, Florence
- 1928 : Caprizzi, Canzonete e Stòrie, éditions di Solaria, Florence
- 1941 : Colori, éditions Parenti, Florence
- 1946 : Sera, édition privé, Trieste, réédition De Silva, Turin
- 1953 : Versi, éditions dello Zibaldone, Trieste
- 2015 : Notes inutiles (posthume), trad. Laurent Feneyrou, éditions de la revue Conférence

## Prix et distinctions
- 1947 : Prix Antonio-Feltrinelli